# Коваленко Катерина Василівна
Катерина Василівна Коваленко (нар. 15 січня 1918, село Воля-Блажівська, тепер Самбірського району Львівської області — ?) — українська радянська діячка, селянка, голова Угерської сільської ради Самбірського району Дрогобицької області. Депутат Верховної Ради СРСР 2-го скликання від Дрогобицької області.

## Біографія
Народилася в бідній селянській родині. З юних років наймитувала, працювала у сільському господарстві.
З 1945 року — голова Угерської сільської ради села Угерці (з 1946 року — села Нагірне) Самбірського району Дрогобицької області.
Кандидат у члени ВКП(б) з 1945 року.
Потім — на пенсії у місті Самборі Львівської області.